# Attaque de la prison d'al-Sinaa
Guerre civile syrienne
Batailles
L'attaque de la prison d'al-Sinaa (appelée aussi prison de Ghwayran ou encore prison Panorama), dans la ville de Hassaké en Syrie, est une attaque qui s'est déroulée le 20 janvier 2022, pendant la guerre civile syrienne, menée par l'État islamique et visant à libérer ses combattants détenus par les Forces démocratiques syriennes (FDS). 
Cette attaque est la plus importante menée en Syrie par l'État islamique contre les Forces démocratiques syriennes depuis la chute de Baghouz en 2019.

## Contexte
Pendant la guerre civile syrienne, la ville de Hassaké est à plusieurs reprises le théâtre de combats opposant tour à tour les Kurdes des YPG, le régime syrien et l'État islamique. A partir de 2016, la ville est majoritairement sous le contrôle des Forces démocratiques syriennes, une alliance de groupes anti-djihadistes dominée par les YPG.
Depuis la chute de son réduit lors de la bataille de Baghouz, les djihadistes de l'État islamique mènent une guérilla contre les Forces démocratiques syriennes (FDS). Le groupe est principalement implanté dans le gouvernorat de Deir ez-Zor, dans la région de Raqqa, le gouvernorat de Homs, et plusieurs autres provinces. Le groupe terroriste mène très régulièrement des attaques de type insurrectionnel contre les forces arabo-kurdes.
En réponse, les Forces démocratiques syriennes soutenues par les États-Unis mènent ponctuellement des opérations de contre-terrorisme contre les cellules de l'État islamique mais le manque de moyens et de soutien parmi la population arabe, et surtout la menace grandissante de la Turquie et de ses mandataires syriens dans le nord de la Syrie, empêche les FDS de s'engager pleinement et efficacement contre l'État islamique.
En 2022, environ 12 000 membres de l'État islamique sont détenus par les Forces démocratiques syriennes dans une vingtaine de centres de détention répartis au nord de la Syrie. Environ 3 500 à 5 000 de ces prisonniers, dont 700 à 850 enfants de 12 à 18 ans, sont détenus dans la prison d'al-Sinaa, une ancienne école dans le quartier de Ghwayran, au sud de la ville de Hassaké,,,.

## Forces en présence
Selon l'Observatoire syrien des droits de l'homme (OSDH), plus d'une centaine de djihadistes participent à l'assaut depuis l'extérieur. Les Forces démocratiques syriennes estiment quant à elles le nombre des assaillants à près de 200.
Les forces américaines disposent d'environ 700 hommes dans une base située dans la région de Hassaké.  Selon The Wall Street Journal, au moins 200 militaires américains sont engagés dans les combats, en soutien aux FDS, avec l'appui de blindés M2 Bradley et de forces aériennes,. 

## Déroulement

### 20 janvier
L'attaque débute le 20 janvier par l'attaque de deux camions piégés à l'entrée de la prison,,. Après la seconde explosion, plusieurs combattants de l'État islamique lancent ensuite un assaut contre la prison,. Un premier groupe attaque les tours de la prison, un second un poste kurde à proximité de la prison et deux autres coupent les routes pour bloquer les renforts envoyés par les Forces démocratiques syriennes,.
L'attaque déclenche une énorme émeute dans la prison,. Les prisonniers réussissent à capturer l'armurerie puis à lancer, parallèlement aux forces djihadistes à l'extérieur, un assaut contre le personnel de la prison. Au moins 22 combattants des YPG sont pris en otage par les prisonniers. La prison tombe rapidement sous le contrôle des terroristes. Les assaillants profitent de la nuit pour consolider leurs positions et libérer leurs membres.

### 21 janvier
Les Forces démocratiques syriennes (FDS) annoncent qu'elles ont réussi à retrouver et à arrêter 89 des prisonniers qui s'étaient évadés de la prison. L'électricité de plusieurs parties de la ville de Hassaké a été coupée, probablement par l'État islamique pour des raisons stratégiques.
L'OSDH rapporte que les affrontements se poursuivent entre l'État islamique et les FDS pour le contrôle de la prison et de ses environs.
Dans la soirée du 21 janvier, des avions de la coalition internationale tirent des fusées éclairantes au-dessus de Hassaké tandis que de violents affrontements se déroulent autour de la prison de Ghuwayran et des quartiers de Ghuwayran et d'Al-Zouhour, contrôlés par l'État islamique. Les combattants de l'État islamique qui contrôlent la prison auraient également pris plusieurs otages. Les avions de la coalition ciblent le bâtiment de l'université d'économie, situé à côté de la prison.
Le soir du 21 janvier, les FDS affirment avoir repris une centaine de détenus évadés.

### 22 janvier
Les combats se poursuivent pendant la nuit jusqu'à l'aube. Les Forces démocratiques syriennes (FDS) sont soutenues par des hélicoptères de la coalition internationale. Les combats sont très intenses, plusieurs combattants kurdes sont tués. Les FDS quadrillent la ville, ce qui leur permet d'arrêter 41 prisonniers. Plusieurs civils sont également arrêtés par les forces arabo-kurdes.
Des vidéos sur le terrain montrent la présence de plusieurs soldats des forces spéciales américaines déployées pour soutenir les Forces démocratiques syriennes qui ont du mal à avancer face aux djihadistes de l'État islamique. Une vidéo est publiée par l'État islamique montrant une centaine de prisonniers et de djihadistes leur prêtant allégeance et jurant de combattre jusqu'à la mort.

### 23 et 24 janvier
Au matin du 23 janvier, environ 150 à 200 djihadistes sont encore retranchés dans une aile au nord de la prison selon un porte-parole des Forces démocratiques syriennes (FDS). D'autres occupent plusieurs bâtiments dans le quartier d'al-Zouhour, près de la prison.
L'État islamique revendique la libération de 800 prisonniers et diffuse des vidéos montrant l'attaque de la prison et une vingtaine de combattants des FDS pris en otage.
Les SDF font appel à des chars T-62 dans la bataille. Tout au long de la journée, les forces démocratiques syriennes appellent à la reddition des combattants djihadistes par haut-parleurs.
Les combats baissent en intensité le soir du 23 janvier et le lendemain, les combattants des FDS consolident leurs positions autour de la prison,. Des dizaines de djihadistes se rendent. Les FDS revendiquent par la suite la reddition de 300 combattants après un raid contre un immeuble du centre pénitentiaire. D'autres hommes de l'État islamique sont cependant toujours retranchés à l'intérieur d'une partie de la prison et menacent d'exécuter la cinquantaine d'otages qu'ils détiennent. Un autre groupe de djihadistes est encerclé dans l'immeuble d'une ancienne faculté, située non loin de la prison.
Les forces arabo-kurdes ont du mal à avancer face à l'État islamique. Les forces américaines doivent effectuer des dizaines de bombardements sur les positions djihadistes pour que les forces démocratiques syriennes puissent avancer.
L'armée américaine déploie également des soldats et des véhicules blindés sur place. Selon plusieurs sources sécuritaires, des dizaines de militaires et plusieurs chars Bradley soutiendraient l'offensive des FDS pour reprendre la prison d'Al Sinaa, toujours sous le contrôle de l'État islamique.

### 25 janvier
Le 25 janvier, des négociations s'ouvrent entre les Forces démocratiques syriennes (FDS) et les derniers djihadistes de l'État islamique retranchés dans la prison qui réclament leur évacuation vers le désert de la Badiya contre la libération des otages. Cependant les combats reprennent en fin de journée. Les FDS coupent l'accès des détenus à l'eau et à la nourriture, afin de les forcer à se rendre. 

### 26 janvier
Le 26 janvier, les Forces démocratiques syriennes (FDS) annoncent la reprise de la prison d'al-Sinaa, mettant fin à des combats qui ont duré six jours. Selon les forces kurdes, l'État islamique aurait libéré tous les membres du personnel pénitentiaire, avant que les FDS ne reprennent la prison dans l'après-midi.
Les combats et le siège de la prison se sont déroulés dans un quasi-silence médiatique. Presque aucune information n'a filtré en dehors des déclarations officielles des forces démocratiques syriennes, accusées de faire de la rétention d'information.
Aucune information n'a été révélée sur le fait que les Forces démocratiques syriennes ont accédé ou non aux demandes des djihadistes de l'État islamique d'être exfiltrés vers la Badiya en échange des prisonniers capturés lors des cinq jours de combats.
La prison a été très fortement endommagée par les bombardements aériens de la coalition internationale. Les Forces démocratiques syriennes auront un énorme défi à remplir pour reloger les centaines de prisonniers de l'État islamique.

### 27 janvier
À la surprise des Forces démocratiques syriennes qui se sont empressées de revendiquer le contrôle total de la prison, entre 60 et 90 djihadistes armés sont découverts lors du ratissage de la prison dans la matinée du 27 janvier,. De nouveaux combats éclatent, faisant au moins douze tués du côté des hommes de l'État islamique, selon l'OSDH.
En début d'après-midi, l'État islamique a revendiqué deux nouvelles attaques dans les environs de la prison d'Al-Sinaa, dont une visant des journalistes.

### 28 janvier
Plusieurs dizaines de combattants de l'État islamique tiennent toujours les dortoirs nord de la prison pour la deuxième journée consécutive. Les forces démocratiques syriennes engagent des négociations avec les derniers combattants retranchés. Les forces kurdes affirment qu'elles n'accepteront des derniers djihadistes que la reddition.
Des avions de guerre américains bombardent à plusieurs reprises la prison selon des sources locales. Malgré quelques escarmouches, les forces démocratiques syriennes ne lancent pas d'offensive contre les derniers combattants retranchés car de nombreux soldats kurdes sont toujours portés disparus. Les FDS craignent que les djihadistes en retiennent certains en otage.

### 29 janvier
Dans la soirée du 29 janvier, l'État islamique revendique mener des attaques contre une patrouille américaine, supplée par des soldats des forces démocratiques syriennes dans le quartier de Ghouiran. Malgré les nombreuses affirmations des FDS, le quartier n'est toujours pas sécurisé et des djihadistes y sont retranchés, revendiquant ponctuellement des attaques contre les forces américano-kurdes.
Concernant la prison, les djihadistes contrôleraient toujours les dortoirs nord. Les forces démocratiques syriennes refusent d'y lancer un assaut,.
Un assaut serait très probablement meurtrier pour les deux camps. L'aviation américaine ne peut soutenir l'assaut car les positions djihadistes sont hors d'atteinte. De plus, les sous-sols seraient très bien fortifiés. Des négociations sont en cours entre les derniers combattants retranchés et les forces arabo-kurdes.

### 30-31 janvier
Les Forces démocratiques syriennes reprennent le contrôle de la prison au bout de 10 jours de résistance acharnée des prisonniers de l'État islamique. Les FDS avec l'aide des forces armées américaines et britanniques réussissent à sécuriser la prison ainsi que les quartiers environnants.
Les forces kurdes n'ont pas voulu donner plus de précisions quant à la capture des dortoirs nord qui étaient encore sous le contrôle des djihadistes, ni sur le nombre de prisonniers qui ont réussi à s'enfuir.
Le 31 janvier, les FDS annoncent que la prison d'al-Sinaa est entièrement sous leur contrôle,.

### Suites
Quelques accrochages continuent d'avoir lieu dans les jours qui suivent. Ainsi, deux djihadistes sont tués le 2 février dans le quartier de Ghwayran. La plupart des habitants des quartiers de Ghwayran et d'Al-Zouhour commencent cependant à regagner leurs foyers.

## Nombre d'évadés
L'Observatoire syrien des droits de l'homme déclare le 6 février 2022 que des centaines de détenus de l' État islamique ont réussi à s'échapper d'al-Sinaa, dont deux haut commandants. Selon l'Observatoire, de nombreux membres de l'État islamique qui se sont échappés de la prison ont fui vers la Turquie, vers les régions tenues par l'Armée nationale syrienne ou encore dans les territoires tenus par les Forces démocratiques syriennes.

## Bilan humain
Selon l'Observatoire syrien des droits de l'homme (OSDH), à la date du 6 février le bilan des combats est d'au moins 508 morts, dont 156 gardiens et combattants des FDS, quatre civils, trois collaborateurs des forces d'auto-défense et 345 djihadistes, dont 140 tués par les frappes de la coalition. L'OSDH indique cependant que le bilan réel pourrait être plus élevé. D'après l'OSDH, des dizaines de gardiens et d'employés ont été décapités et leurs corps brûlés par les djihadistes. Les FDS déplorent également au moins 120 blessés à la date du 27 janvier.
Les Forces démocratiques syriennes annoncent quant à elles le 31 janvier que plus de 120 de leurs combattants et gardes de la prison ont été tués, ainsi que 374 combattants de l'État islamique.
Quant à l'État islamique, le groupe revendique la mort de 260 gardiens et miliciens des forces démocratiques syriennes, dont plusieurs commandants ainsi que le directeur de la prison d'Al-Sinaa. Le groupe accuse également les forces démocratiques syriennes de sous-évaluer et de cacher leurs pertes ,.
Selon l'ONG Save the Children, plusieurs enfants détenus dans la prison trouvent la mort pendant les combats. L'UNICEF dénonce à cette occasion la détention d'enfants, alors qu'« aucun d’eux n’a été condamné pour un crime au regard du droit national ou international ». Début avril 2022, des experts indépendants de l'ONU indiquent que sur les 700 enfants détenus dans la prison d'al-Sinaa au moment de l'attaque, une centaine sont depuis portés disparus. 
Selon les Forces démocratiques syriennes, à la date du 28 janvier plus de 3 000 membres de l'État islamique, détenus ou infiltrés, se sont rendus. D'après l'OSDH, le nombre des détenus qui sont parvenus à s'enfuir n'est pas connu. L'État islamique revendique pour sa part la libération de plusieurs centaines de détenus.
Selon le Bureau de la coordination des affaires humanitaires (OCHA) de l'ONU, à la date du 24 janvier, les combats ont également provoqué la fuite de plus de 45 000 civils.
Dans un rapport publié en juillet 2022, l'institut Crisis Group indique que l'assaut de l'État islamique a causé la mort de plus de 200 miliciens des FDS d'après les déclarations d'un commandant de Qamichli, ainsi que de 65 gardiens.

## Revendication
Dans son bulletin hebdomadaire, l'État islamique affirme qu'un grand nombre de prisonniers ont été libérés lors de l'attaque et que des cellules de l'État islamique ont exfiltré un nombre important vers des zones sécurisées. Le bulletin d'information ne donne aucune précision sur le nombre de prisonniers qu'ils ont réussi à extraire.
Selon l'État islamique toujours, tous les prisonniers des forces démocratiques syriennes ont été libérés a la suite de négociations. Les forces arabo-kurdes auraient en effet accédé à toutes les demandes de l'État islamique, mais le groupe déclare que ses dirigeants veulent garder tous les détails secrets pour l'instant.
Selon des journalistes comme Wassim Nasr, les négociations se porteraient sur l'exfiltration des djihadistes vers la Badiyah. L'État islamique n'a communiqué ni chiffre ni détail sur la portée des négociations.
Concernant l'attaque, le groupe terroriste affirme que seul un commando de 14 hommes, dont deux kamikazes ont attaqué la prison et que le reste des combats a été déclenché par les prisonniers à la suite de la prise de l'armurerie de la prison,.
Le groupe islamiste affirme que la cible initiale était la prison, mais qu'en réaction a l'effondrement des forces démocratiques syriennes, le groupe a décidé de continuer le combat pour affaiblir les effectifs et le moral des forces kurdes. Les combats ont également eu pour but de permettre a l'État islamique d'avoir plus de temps pour mettre les evadés en lieu sûr, l'État islamique affirme que de nombreux djihadistes libérés sont en sécurité.
Le groupe terroriste a également attaqué plus de seize positions et points de contrôle des forces démocratiques syriennes dans la province de Raqqa et Deir Ezzor, tuant une dizaine de miliciens kurdes, dans le but de saturer la sécurité des forces arabo-kurdes, et pour les empêcher d'envoyer des renforts vers la ville de Hassaké.

## Vidéographie
- [vidéo] FRANCE 24, « Attaque du groupe EI contre une prison en Syrie, près de 40 jihadistes tués • FRANCE 24 », sur YouTube, 21 janvier 2022 (consulté le 27 janvier 2022)
- [vidéo] FRANCE 24, « Syrie : les kurdes et le groupe EI entament des négociations autour des combats dans une prison », sur YouTube, 25 janvier 2022 (consulté le 27 janvier 2022)

## Reportages photographiques
- Nicolas Delesalle, Syrie : au cœur des combats contre les mutins de Daech, Paris Match, 12 février 2022.